# Segno dello Shaka

Iconografia del gesto "shaka"; saluto comune nella cultura hawaiana o tahitiana, si è poi diffuso nella comunità dei surfisti

Il segno dello shaka, o semplicemente noto come Shaka, è un gesto di intento amichevole spesso associato alle Hawaii. Consiste nell'estensione del pollice e del mignolo mentre si tengono le tre dita medie della mano chiuse verso il palmo e gesticolando in segno di saluto con la parte anteriore o posteriore della mano; la mano può essere ruotata in avanti e all'indietro per aumentare l'enfasi del gesto. Lo Shaka appartiene alla cultura hawaiana locale, ma il suo uso si è poi diffuso in tutto il mondo. Viene utilizzato soprattutto come gesto di saluto informale o per esprimere gratitudine nei confronti di un altro individuo.